# Camp de concentration de Sachsenburg
Pour les articles homonymes, voir Sachsenburg (homonymie).
Le camp de concentration de Sachsenburg en Saxe était le premier camp d'internement politique de l'Allemagne hitlérienne.

## Historique
Au pied du château de Sachsenburg à Frankenberg, près de Chemnitz, en Saxe, dans ce qui était alors la filature "Gerhard Tautenhahn", les Nazis ont bâti un des premiers camps de concentration. Quatre-vingt-cinq détenus, pour la plupart des fonctionnaires de Chemnitz, ont dû construire ce camp à partir de mai 1933.
Entre 1933 et 1937, deux mille antifascistes y ont été enfermés. Ils devaient exécuter des travaux dégradants dans des conditions inhumaines. Onze détenus au moins y ont été tués. Le nombre de ceux qui sont morts par suite de mauvais traitements reste inconnu.

## Source
- (de) Cet article est partiellement ou en totalité issu de l’article de Wikipédia en allemand intitulé « KZ Sachsenburg » (voir la liste des auteurs).